# Mario Bistoletti
Mario Bistoletti (1905) è stato un pallanuotista argentino.
Ha fatto parte dell'Argentina, che ha partecipato, nel torneo di pallanuoto, ai Giochi di Amsterdam 1928.